# جسر حوض أتشافالايا
إن جسر حوض أتشافالايا عبارة عن جسرين متوازيين في ولاية لويزيانا الأمريكية بين باتون روج ولافاييت الذي يحمل الطريق السريع 10 فوق حوض أتشافالايا. وبفضل طوله الذي يبلغ 96,095 قدم (29,290 م) أو 18.2 ميلاً، فإنه يمثل الجسر الرابع عشر الأكثر طولاً في العالم حسب الطول الإجمالي.
يتضمن الجسر مخرجين: إحداهما يؤدي إلى خليج ويسكي (LA 975) والآخر يؤدي إلى بيوت لا روز (LA 3177). وبينما يسير الجسران بالتوازي في معظم طولهما، فإنهما يلتحمان عند عبور قناة بايلوت في خليج ويسكي ونهر أتشافالايا.
تتكرر الحوادث بالقرب من معبري النهر لأن كليهما ضيق ولا توجد بهما حواف للطريق. في 1999، قرر المحافظ مايك فوستر خفض حد السرعة على الجسر من 70 إلى 60 ميلاً في الساعة. وفي 2003، أصدرت الهيئة التشريعية بولاية لويزيانا قوانين جديدة للمرور على الجسر. تم تخفيض حد السرعة لـ الشاحنات ذات 18 عجلة إلى 55 ميلاً في الساعة، وعلى تلك الشاحنات أن تلزم الحارة اليمنى أثناء عبور الجسر.